# Рей Фішер
Рей Фішер (нар. 8 вересня 1987) — американський актор, найбільш відомий за великим екранним дебютом в ролі Віктора Стоуна / Кіборга в фільмі «Бетмен проти Супермена: На зорі справедливості», який створено на основі коміксів компанії DC Comics.

## Раннє життя
Фішер виріс в містечку Лонсайд в окрузі Камден, Нью-Джерсі і відвідував середню школу Хаддон Хайтс. Він брав активну участь у шкільній театральній і хоровій діяльності і співав в церковному хорі.
Після закінчення школи Фішер вступив в Американську Музичну та Драматичну Академію в Нью-Йорку.

## Сценічна робота
З 2008 року Фішер виступав з театром Шекспіра в Нью-Джерсі, включаючи головну роль Тома Робінсона в театральній постановці «Убити пересмішника».
У 2009 році Фішер зіграв в п'єсі Вільяма Шекспіра, «Макбет», в театрі Шекспіра в Нью-Джерсі в Медісоні, штат Нью-Джерсі в університеті Дрю. Фішер набрав 20 кг м'язів для того, щоб зобразити Мухаммеда Алі в 2013 році в Бродвейській постановці «Flatch Clay, Make Man» в Нью-Йоркській Театральнїй майстерні в Нью-Йорку.

## Акторська кар'єра
Фішер зображував супергероя Віктора Стоуна / Кіборга у фільмі Бетмен проти Супермена: На зорі справедливості і повторив свою роль в Лізі справедливості та її продовженнях, і має контракт, щоб з'явитися як персонаж і в інших фільмах. 15 жовтня 2014 року було оголошено, що Фішер зіграє роль у сольному фільмі Кіборг, що мав вийти в прокат у 2020 році, але згодом був скасований.
У 2024 році зіграв одну з головних ролей у драмі «Урок фортепіано».

## Фільмографія

### Кінофільми
| Рік  |    | Українська назва                               | Оригінальна назва                    | Роль                  |
| ---- | -- | ---------------------------------------------- | ------------------------------------ | --------------------- |
| 2008 | кф | Хороший, поганий, збентежений                  | The Good, the Bad, and the Confused  |                       |
| 2016 | ф  | Бетмен проти Супермена: На зорі справедливості | Batman v Superman: Dawn of Justice   | Віктор Стоун / Кіборг |
| 2017 | ф  | Ліга Справедливості                            | Justice League                       | Віктор Стоун / Кіборг |
| 2021 | ф  | Ліга справедливості Зака Снайдера              | Zack Snyder's Justice League         | Віктор Стоун / Кіборг |
| 2023 | ф  | Бунтівний місяць                               | Rebel Moon                           | Blood Axe             |
| 2024 | ф  | Бунтівний місяць 2                             | Rebel Moon – Part Two: The Scargiver | Blood Axe             |
| 2024 | ф  | Урок фортепіано                                | The Piano Lesson                     | Лаймон                |

### Телебачення
| Рік  |   | Українська назва        | Оригінальна назва        | Роль                                         |
| ---- | - | ----------------------- | ------------------------ | -------------------------------------------- |
| 2015 | с | Клуб дружин астронавтів | The Astronaut Wives Club | капітан Едвард Двайт, Епізод: "In the Blind" |
| 2019 | с | Справжній детектив      | True Detective           | Генрі Гейз, 8 серій                          |
| 2022 | с |                         | Women of the Movement    | Джин Моблі, головна роль                     |